# Вольпичелли, Екатерина
Екатери́на Вольпиче́лли (итал. Caterina Volpicelli, 21 января 1839, Неаполь — 28 декабря 1894, Неаполь) — святая Римско-Католической Церкви, мирянка, педагог, основательница женской монашеской конгрегации «Служительницы Пресвятого Сердца».
Получив хорошее гуманитарное образование, преподавала в школе литературу, иностранные языки и музыку. Под влиянием блаженного Людвига из Казории стала членом третьего францисканского ордена для мирян. 28 мая 1859 года вступила в женскую конгрегацию «Адоратки Непрестанного Поклонения Пресвятого Таинства», однако из-за плохого здоровья вскоре была вынуждена оставить конгрегацию. 1 июля 1874 года основала женскую конгрегацию «Служительницы Пресвятого Таинства», устав которой был утверждён папой Львом XIII 13 июня 1890 года.
29 апреля 2001 года беатифицирована папой Иоанном Павлом II, 26 апреля 2009 года канонизирована папой Бенедиктом XVI.
День памяти в католической церкви — 28 декабря.